# 青井舒一
青井 舒一（あおい じょいち、1926年3月30日 - 1996年12月28日）は日本の実業家。岡山県玉野市生まれ。

## 概要
1948年に東京大学電気工学科卒業。同年に東京芝浦電気（現:東芝）に入社。その後、電力技術部長や原子力事業本部長などを経て、1984年に副社長に就任。1987年に社長に就任。1992年に会長に就任。1996年に相談役に就任。
1996年12月に静岡県伊東市のゴルフ場で倒れ、死去した。